# Макэлрой, Майкл (учёный)
Майкл Макэлрой (Michael B. McElroy; род. 18 мая 1939) — американский учёный, эколог, специалист в области атмосферных наук и изменения климата.
Доктор философии (1962), профессор Гарвардского университета, с которым связан порядка полувека, член Американской академии искусств и наук и почётный член Ирландской королевской академии (2008).

## Биография
В Университете Квинс в Белфасте получил степени бакалавра с отличием (1960) и доктора философии (1962) по прикладной математике, а в 1991 году удостоился почётной докторской степени в альма-матер.
В 1962—1963 гг. постдок в Висконсинском университете в Мадисоне.
В 1963—1970 гг. в Kitt Peak National Observatory: ассистент-физик, с 1965 г. ассоциированный физик, с 1967 г. физик.
С 1970 года именной профессор Гарварда: Abbott Lawrence Rotch Professor of Atmospheric Sciences до 1996 года, когда стал Gilbert Butler Professor of Environmental Studies, в 1986—2000 гг. заведующий кафедрой. Возглавляет Harvard-China Project on Energy, Economy and Environment.
Член CCICED (1997—2006 и с 2017).
Фелло Американской ассоциации содействия развитию науки и Американского геофизического союза, а также Международной академии астронавтики.
Автор более 250 журнальных статей, трёх книг и редактор ещё трёх, автор более 30 статей в Nature и Science. Автор книги «Energy and Climate: Vision for the Future» (Oxford University Press, 2016). Автор книги Energy: Perspectives, Problems and Prospects (Oxford: Oxford University Press, 2010).
Женат, двое детей.

## Награды и отличия
- James B. Macelwane Medal[англ.] (1968)
- Newcomb Cleveland Prize[англ.] (1977, как участник программы НАСА «Викинг»)
- NASA Public Service Medal (1978)
- Eire Society Gold Medal Award (1987)
- George Ledlie Prize[англ.] (1989)
- Research and Development Award, National Energy Resources Organization (1989)
- Почётный доктор (1991)
- Smith Visiting Scholar (2017)[4]

## Исследования
- Trapped as Climate Changes, Giant Gusts of Hot Air Trigger Weather Extremes (March 2, 2013)
- A new Harvard report probes security risks of extreme weather and climate change (02/12/2013)
- Solar energy could turn the Belt and Road Initiative green (July 12, 2019)